# Ariel Nahuelpán
Ariel Nahuelpan (Ciudad Evita, Buenos Aires, 15 de octubre de 1987) es un futbolista argentino nacionalizado mexicano que se desempeña como delantero, y que actualmente juega para el Club Jorge Wilstermann de la Primera División de Bolivia.

## Trayectoria
Ariel Nahuelpán empezó su carrera en el Club Atlético Nueva Chicago. A mediados de 2008 fue vendido al Coritiba Foot Ball Club por la suma de 1,5 millones de dólares, ese mismo año desciende con el club.
En 2010 termina su contrato con el Coritiba y ficha por el Real Racing Club de Santander de la Primera División de España. Debutó oficialmente con el Racing Club en el estadio El Sardinero enfrentando al F.C. Barcelona con derrota de 0 a 3. Marcó su primer gol oficial para el Racing de Santander enfrentando al Real Zaragoza en una victoria 2 a 0.
El 24 de enero de 2012 se hace oficial la rescisión de contrato que le une a Racing de Santander. Dos días más tarde se hace oficial su incorporación a Liga de Quito, quien adquiere el 50% de sus derechos de transferencia. Con el cuadro albo marca 41 goles en 41 partidos.
El 18 de enero de 2013 se confirma su vinculación al Barcelona de Guayaquil, mediante una cesión por un año con opción a compra.
A mediados de 2013 pasa a ser jugador del club Pumas de la Primera División de México, por una cantidad cercana a los  15 millones de dólares. En su primer torneo en la Liga MX no tuvo la regularidad deseada y salió del equipo antes de iniciar el 2014.
A principios de 2014, fue cedido a préstamo por seis meses al Club Atlético Tigre de la Primera División de Argentina, clásico rival de Nueva Chicago, club del cual Ariel confesó ser hincha.
Luego de su paso por Tigre regresó a México, esta vez militó en
n el Pachuca Club de Futbol, fue goleador del equipo en sus primeros dos torneos, pero en los dos siguientes no tuvo regularidad por sus lesiones, salió del equipo tuzo luego de ser campeón de Liga al término del torneo Clausura 2016. 
Para el año 2016 es contratado por el Internacional de Porto Alegre, el cual ese mismo año desciende a la Serie B.

### Barcelona de Guayaquil
En el año 2017 firma un contrato de 3 temporadas que lo vincula nuevamente con el Barcelona de Guayaquil
Disputó sus primeros 90 minutos en un partido por la Conmebol Libertadores frente a Estudiantes de La Plata, en el cual anotó el segundo gol y el que le daría la victoria.
Debido a las lesiones durante el 2017 no logró demostrar el nivel esperado.

### Temporada 2018
Comenzó el 2018 con posibilidades de migrar a Banfield debido a la llegada de Juan Dinenno al Barcelona de Guayaquil, pero en la pretemporada debutó con un gol frente al Legia Varsovia en la victoria 3 a 2 en la Florida Cup 2018, luego marcó un nuevo gol frente al Sport Boys en la victoria 6 a 2 en la Noche Amarilla. Marcó también goles frente a Delfín y Guayaquil City, ganándose el puesto de titular y logrando un mejor nivel.

### Temporada 2019
Finalmente el 16 de enero de 2019 decide no continuar en el Barcelona SC, ante la oportunidad de jugar en el Coritiba, sin embargo se hace oficial su traspaso a Xolos de Tijuana de la Liga MX.
En el club rojinegro tuvo un rendimiento bastante parejo, tanto en el Torneo Apertura como en el Clausura, logrando 13 goles en 39 partidos.

### Temporada 2020
En enero de 2020 fue cedido a préstamo al Querétaro, también de la Liga MX. En los Gallos Blancos marcando 7 goles en 9 partidos.
En octubre de 2020, luego de finalizar su contrato con el club tijuanense, es fichado por el Club Atlético Peñarol de la Primera Divsión de Uruguay. Tras varias críticas por su condición física, debutó con el manya el 13 de diciembre del mismo año, ingresando a los 75 minutos durante un superclásico frente a Nacional, donde convirtió el tanto de la victoria 3 a 2..
Tras la victoria clásica expresó::

"Creo es el mejor debut de mi historia desde que empecé a jugar. Obviamente que hice goles importantes en mi carrera, pero este tiene un sabor muy dulce"

### Temporada 2021
Luego de un clausura 2020 sin continuidad con el aurinegro, Ariel Nahuelpan debuta en la temporada 2021 ingresando desde el banco de suplentes contra Cerro Largo por la Copa Sudamericana el martes 6 de abril. 
En total dentro del club aurinegro disputó 25 partidos (la mayoría de ellos desde el banco de suplentes) y convirtió 5 goles.

### Polémica y separación del plantel de primera división
El 6 de octubre del 2021 tras supuestos entredichos con el director técnico Mauricio Larriera por no tener los minutos necesarios en cancha es desafectado del plantel principal con el aval de la gerencia deportiva. Ariel Nahuelpan fue posteriormente enviado a practicar con la tercera división del Club Atlético Peñarol hasta cumplir su contrato.
Regreso a la Primera División de México para volver a militar en el Querétaro FC, Actualmente es jugador del Club Deportivo Jorge Wilstermann.

## Estadísticas
| Div.                         | Temporada           | Temporada           | Liga  | Liga  | Copas Nacionales * | Copas Nacionales * | Copas Internacionales ** | Copas Internacionales ** | Total | Total | Prom. · |
| Div.                         |                     |                     | Part. | Goles | Part.              | Goles              | Part.                    | Goles                    | Part. | Goles | Prom. · |
| ---------------------------- | ------------------- | ------------------- | ----- | ----- | ------------------ | ------------------ | ------------------------ | ------------------------ | ----- | ----- | ------- |
| Nueva Chicago Argentina      |                     |                     |       |       |                    |                    |                          |                          |       |       |         |
| 2006/07                      | 1°                  | 15                  | 2     | 4     | 0                  | -                  | -                        | 19                       | 2     | 0,11  |         |
| 2007/08                      | 2°                  | 27                  | 7     | -     | -                  | -                  | -                        | 27                       | 7     | 0,27  |         |
| Total                        | Total               | 42                  | 9     | 4     | 0                  | 0                  | 0                        | 46                       | 9     | 0,20  |         |
| Coritiba · Brasil            |                     |                     |       |       |                    |                    |                          |                          |       |       |         |
| 2008                         | 1°                  | 15                  | 3     | -     | -                  | 5                  | 0                        | 20                       | 3     | 0,15  |         |
| 2009                         | 1°                  | 22                  | 6     | -     | -                  | 1                  | 0                        | 23                       | 6     | 0,27  |         |
| 2010                         | 2°                  | 5                   | 4     | -     | -                  | -                  | -                        | 5                        | 4     | 0,80  |         |
| Total                        | Total               | 42                  | 13    | 0     | 0                  | 6                  | 0                        | 48                       | 13    | 0,33  |         |
| Racing de Santander · España |                     |                     |       |       |                    |                    |                          |                          |       |       |         |
| 2010/11                      | 1°                  | 30                  | 3     | 2     | 0                  | -                  | -                        | 32                       | 3     | 0,09  |         |
| 2011/12                      | 1°                  | 10                  | 2     | 4     | 1                  | -                  | -                        | 14                       | 3     | 0,21  |         |
| Total                        | Total               | 40                  | 5     | 6     | 1                  | 0                  | 0                        | 46                       | 6     | 0,13  |         |
| Liga de Quito · Ecuador      |                     |                     |       |       |                    |                    |                          |                          |       |       |         |
| 2012                         | 1°                  | 41                  | 11    | -     | -                  | -                  | -                        | 41                       | 11    | 0,27  |         |
| Total                        | Total               | 41                  | 11    | 0     | 0                  | 0                  | 0                        | 41                       | 11    | 0,27  |         |
| Barcelona · Ecuador          |                     |                     |       |       |                    |                    |                          |                          |       |       |         |
| 2013                         | 1°                  | 18                  | 12    | -     | -                  | 5                  | 1                        | 23                       | 13    | 0,57  |         |
| Total                        | Total               | 18                  | 12    | 0     | 0                  | 5                  | 1                        | 23                       | 13    | 0,57  |         |
| UNAM · México                |                     |                     |       |       |                    |                    |                          |                          |       |       |         |
| 2013/14                      | 1°                  | 16                  | 2     | -     | -                  | -                  | -                        | 16                       | 2     | 0,13  |         |
| Total                        | Total               | 16                  | 2     | 0     | 0                  | 0                  | 0                        | 16                       | 2     | 0,13  |         |
| Tigre Argentina              |                     |                     |       |       |                    |                    |                          |                          |       |       |         |
| 2013/14                      | 1°                  | 18                  | 3     | -     | -                  | -                  | -                        | 18                       | 3     | 0,17  |         |
| Total                        | Total               | 18                  | 3     | 0     | 0                  | 0                  | 0                        | 18                       | 3     | 0,17  |         |
| Pachuca · México             |                     |                     |       |       |                    |                    |                          |                          |       |       |         |
| 2014/15                      | 1°                  | 35                  | 14    | -     | -                  | 5                  | 5                        | 40                       | 19    | 0,48  |         |
| 2015/16                      | 1°                  | 18                  | 8     | 2     | 1                  | -                  | -                        | 20                       | 9     | 0,45  |         |
| Total                        | Total               | 53                  | 22    | 2     | 1                  | 5                  | 5                        | 60                       | 28    | 0,47  |         |
| Internacional · Brasil       |                     |                     |       |       |                    |                    |                          |                          |       |       |         |
| 2016                         | 1°                  | 11                  | 1     | 1     | 0                  | -                  | -                        | 12                       | 1     | 0,09  |         |
| Total                        | Total               | 11                  | 1     | 1     | 0                  | 0                  | 0                        | 12                       | 1     | 0,09  |         |
| Barcelona · Ecuador          |                     |                     |       |       |                    |                    |                          |                          |       |       |         |
| 2017                         | 1°                  | 29                  | 5     | -     | -                  | 6                  | 1                        | 35                       | 6     | 0,17  |         |
| 2018                         | 1°                  | 31                  | 8     | -     | -                  | 2                  | 0                        | 33                       | 8     | 0,24  |         |
| Total                        | Total               | 60                  | 13    | 0     | 0                  | 8                  | 1                        | 68                       | 14    | 0,21  |         |
| Tijuana · México             |                     |                     |       |       |                    |                    |                          |                          |       |       |         |
| C-2019                       | 1°                  | 16                  | 4     | 4     | 1                  | -                  | -                        | 20                       | 5     | 0,25  |         |
| A-2019                       | 1°                  | 16                  | 6     | 2     | 1                  | 1                  | 1                        | 19                       | 8     | 0,42  |         |
| 2020                         | 1°                  | 4                   | 0     | 0     | 0                  | -                  | -                        | 4                        | 0     | 0,00  |         |
| Total                        | Total               | 36                  | 10    | 6     | 2                  | 1                  | 1                        | 43                       | 13    | 0,30  |         |
| Querétaro · México           |                     |                     |       |       |                    |                    |                          |                          |       |       |         |
| 2020                         | 1°                  | 8                   | 5     | -     | -                  | -                  | -                        | 8                        | 5     | 0,63  |         |
| C-2022                       | 1°                  | 7                   | 2     | -     | -                  | -                  | -                        | 7                        | 2     | 0,29  |         |
| A-2022                       | 1°                  | 15                  | 4     | -     | -                  | -                  | -                        | 15                       | 4     | 0,27  |         |
| Total                        | Total               | 30                  | 11    | 0     | 0                  | 0                  | 0                        | 30                       | 11    | 0,37  |         |
| Peñarol · Uruguay            |                     |                     |       |       |                    |                    |                          |                          |       |       |         |
| 2020-21                      | 1°                  | 18                  | 5     | -     | -                  | 7                  | 0                        | 25                       | 5     | 0,20  |         |
| Total                        | Total               | 18                  | 5     | 0     | 0                  | 7                  | 0                        | 25                       | 5     | 0,20  |         |
| Mazatlán · México            |                     |                     |       |       |                    |                    |                          |                          |       |       |         |
| 2023                         | 1°                  | 7                   | 1     | -     | -                  | -                  | -                        | 7                        | 1     | 0,14  |         |
| Total                        | Total               | 7                   | 1     | 0     | 0                  | 0                  | 0                        | 7                        | 1     | 0,14  |         |
| Jorge Wilstermann · Bolivia  |                     |                     |       |       |                    |                    |                          |                          |       |       |         |
| 2023                         | 1°                  | 13                  | 6     | 10    | 3                  | -                  | -                        | 23                       | 9     | 0,09  |         |
| Total                        | Total               | 13                  | 6     | 10    | 3                  | 0                  | 0                        | 23                       | 9     | 0,09  |         |
| Total en su carrera          | Total en su carrera | Total en su carrera | 445   | 124   | 29                 | 7                  | 32                       | 8                        | 506   | 139   | 0,28    |

## Palmarés

### Campeonatos nacionales
| Título           | Club    | País    | Año  |
| ---------------- | ------- | ------- | ---- |
| Liga MX          | Pachuca | México  | 2016 |
| Primera División | Peñarol | Uruguay | 2021 |

### Campeonatos regionales
| Título                | Club          | Estado             | Año  |
| --------------------- | ------------- | ------------------ | ---- |
| Campeonato Paranaense | Coritiba      | Paraná             | 2008 |
| Campeonato Paranaense | Coritiba      | Paraná             | 2010 |
| Campeonato Gaucho     | Internacional | Río Grande del Sur | 2016 |
| Recopa Gaucha         | Internacional | Río Grande del Sur | 2016 |